# KkStB 34 sorozatú szerkocsi
| VB TV / CLB B / kkStB 34 szerkocsi sorozat | VB TV / CLB B / kkStB 34 szerkocsi sorozat    | VB TV / CLB B / kkStB 34 szerkocsi sorozat |
| Műszaki adatok                             | Műszaki adatok                                | Műszaki adatok                             |
| ------------------------------------------ | --------------------------------------------- | ------------------------------------------ |
|                                            | 34.01–13                                      | 34.21–39                                   |
|                                            | VB TV                                         | CLB B                                      |
| AnzTengelyek száma                         | 3                                             | 3                                          |
| Gyártási év                                | 1861–1885                                     | 1861–1885                                  |
| Darabszám                                  | kb. 32                                        | kb. 32                                     |
| Tengelytávolság                            | 3160 mm                                       | 3160 mm                                    |
| Futókerék átmérő                           | 995 mm                                        | 995 mm                                     |
| Vizkészlet                                 | 10,5 m³                                       | 10,5 m³                                    |
| Tüzelőanyag készlet                        | 7,0 m³                                        | 8,5 m³                                     |
| Üres tömeg                                 | 11,5 t                                        | 11,5 t                                     |
| Szolgálati tömeg                           | 25,5 t                                        | 30,5 t                                     |
| Kapcsolt mozdonyok típusai                 | 1, 2, 4, 19, 23, 24, 26, 929, 34, 35, 135, 46 | lásd a szövegben sorozat                   |

A kkStB 34 sorozatú szerkocsi egy szerkocsisorozat volt az osztrák cs. kir. Államvasutak-nál (kkStB), amely szerkocsik eredetileg a Vorarlbergbahn-tól (VB) és a Galizischen Carl Ludwig-Bahn-tól (CLB) származtak.
A CLB 1861-től rendelte ezeket a szerkocsikat mozdonyaihoz.
A szerkocsikat a Ringhoffer Prága-Smichov és a Bécsújhelyi Mozdonygyár gyártotta.
A CLB-nél a B szerkocsisorozatba voltak sorolva.
A VB ezeket a szerkocsijait 1872-től vásárolta a Krauss-től München-ből és a Lokomotivfabrik der StEG-től.
Az államosítás után mindkét magánvasút szerkocsijai a kkStB-hez kerültek ahol a 34 szerkocsi sorozat jelet kapták.
A szerkocsikat igen széleskörűen használták.
A CLB eredetű szerkocsik az alábbi kkStB sorozatú mozdonyokkal kapcsoltan használták::
- 34.21: 2, 4, 7, 21, 122, 47, 48, 50, 52, 54, 56, 59, 70, 73, 76
- 34.22–25: 22
- 34.26–39: 107, 17

## Fordítás
- Ez a szócikk részben vagy egészben  a   kkStB Tenderreihe 34 című német Wikipédia-szócikk fordításán alapul.  Az eredeti cikk szerkesztőit annak laptörténete sorolja fel. Ez a jelzés csupán a megfogalmazás eredetét és a szerzői jogokat jelzi, nem szolgál a cikkben szereplő információk forrásmegjelöléseként. Az eredeti szócikk forrásai szintén ott találhatóak.